# Pacificação da Líbia
A Pacificação da Líbia, também conhecida como Segunda Guerra Ítalo-Senussi, foi um conflito prolongado na Líbia italiana entre as forças militares italianas e os rebeldes nativos associados com a Ordem Senussi que durou de 1923 até 1932,  quando o principal líder Senussi, Omar Al-Mukhtar, foi capturado e executado.
A pacificação resultou em mortes em massa dos povos nativos na Cirenaica - um quarto da população de Cirenaica de 225.000 pessoas morreram durante o conflito. A Itália cometeu grandes crimes de guerra durante o conflito (ver: Crimes de Guerra da Itália); incluindo o uso de armas químicas ilegais, episódios de recusar a prender prisioneiros de guerra e ao invés disso executar os combatentes rendidos, e execuções em massa de civis.</ref> As autoridades italianas cometeram limpeza étnica forçando a expulsão 100.000 beduínos cirenaicos, metade da população de Cirenaica, de seus assentamentos que eram previstos para serem dados aos colonos italianos.
Em 2008, foi assinado um acordo de compensação pelos danos causados pelo domínio colonial italiano entre a Itália e a Líbia. Muammar Gaddafi, governante da Líbia na época, participou da cerimônia de assinatura do documento usando uma fotografia histórica sobre o uniforme que mostra o líder rebelde cirenaico Omar Mukhtar acorrentado depois de ser capturado pelas autoridades italianas durante a Pacificação. Na cerimônia de assinatura do documento, o primeiro-ministro italiano Silvio Berlusconi declarou: "Neste documento histórico, a Itália pede desculpas pela morte, destruição e repressão do povo líbio durante o período de domínio colonial" e prosseguiu dizendo que este era um "reconhecimento completo e moral dos danos infligidos à Líbia pela Itália durante a era colonial".